# Ažbé school

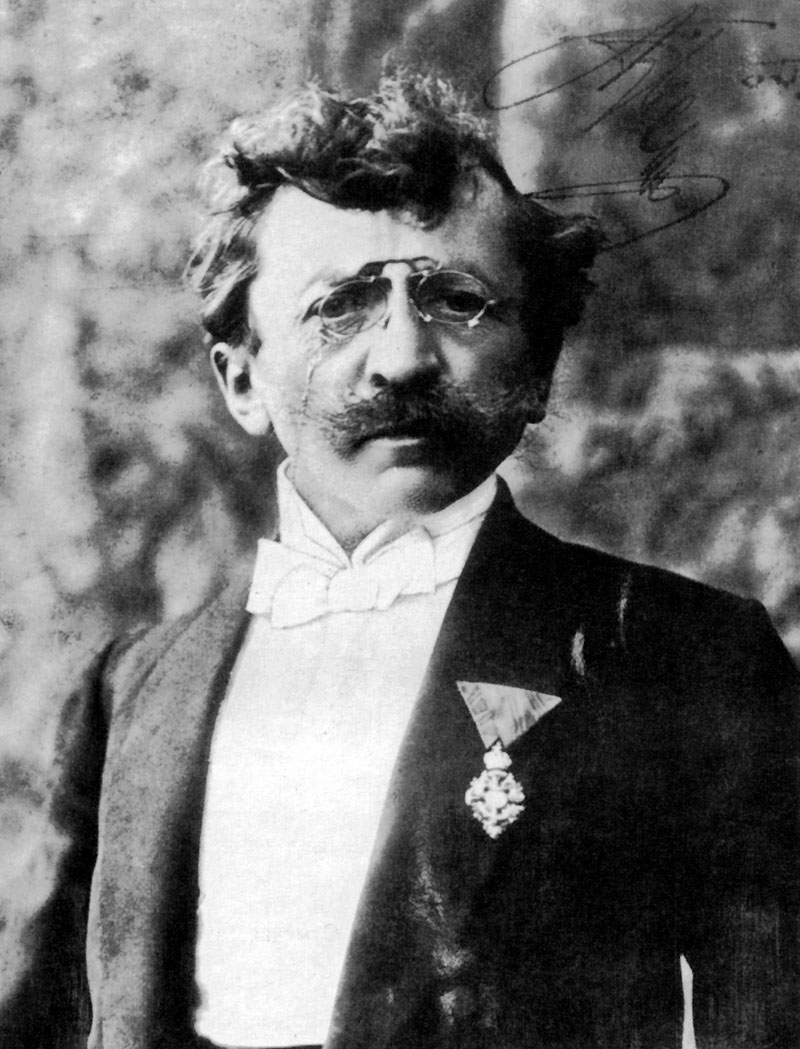
Anton Ažbé, 1904

De Ažbé -school was een private academie gesticht in 1891 in München door Anton Ažbé (1862 Ljubiljana - 1905 München), een Sloveense realistische schilder. De school was eerst gevestigd aan de Türkenstrasse, maar verhuisde vrij snel naar de Georgenstrasse 16 in Schwabing. Verschillende Sloveense, Servische en Russische schilders bestudeerden er de plain-air schilderkunst en de impressionistische tendensen in de schilderkunst. Ažbé was de enige lesgever, op een korte periode tussen 1899 en 1901 na, toen hij de Russische schilder Igor Grabar als assistent aanstelde. Een van de bekendste leerlingen van de school was Wassily Kandinsky.

## Het onderwijssysteem van Ažbé
In de beginnerklassen steunde Ažbé op twee principes: de hoofdlijn en het bolprincipe (Duits: Kugelprinzip). Hij raadde beginners aan zich niet te verliezen in details, maar het beeld op te bouwen rond een belangrijke "hoofdlijn". Hij liet zijn studenten tekenen met houtskool wat snelle correcties op hun werk mogelijk maakte. Volgens Dobuzhinsky, een oud-leerling, was dit voor hem een excellente methode tegen dilettantistisch blind kopiëren van de werkelijkheid, maar betekende het voor menige student het einde van zijn schildersambitie omdat ze niet over de "hoofdlijn" heen raakten door het beeld nadien uit te werken met de belangrijke details. 
Voor het portret vertrok Ažbé van het idee dat het menselijk hoofd gewoon een bol is, tekenen of schilderen van een hoofd was dus niets anders dan het reproduceren van die bol. De gezichtskenmerken werden dan gewoon holtes en uitstulpingen op die bol. Eens dat de leerlingen hiermee vertrouwd waren, werd het systeem uitgebreid door het hoofd te vergelijken met een veelvlak, met platte vlakken en scherpe ribben, volgens Mstislav Dobuzhinsky liep hij daarmee vooruit op het kubisme.
Ažbé, zelf een meester in het weergeven van de anatomie, legde ook sterk de nadruk op het schilderen naar model, gekleed en naakt. Hij liet zijn leerlingen zelfs autopsies bijwonen.
Voor het schilderen van kleuren was hij een formeel tegenstander van het gebruik van een palet voor het mengen van kleuren. Hij raadde aan te schilderen met de oorspronkelijke verf en gebruik te maken van brede borstels. Met en brede borstel met een aantal pure kleuren erop aangebracht, kon men volgen hem een voorhoofd schilderen met één streek van de borstel. Het spreekt vanzelf dat dit een lange en moeilijke training vergde. Hij vergeleek dikwijls een goed schilderij met een diamant: de ruwe verfvlekken meesten zoals de facetten van een diamant elk voor zich schitteren.

## Bekende leerlingen
Hierbij vindt men een aantal schilders die de Ažbé-school bezocht hebben; de lijst is uiteraard niet limitatief, in totaal leidde Anton Ažbé meer dan 150 schilders op.
De lijst is onderverdeeld in de landen van herkomst van de kunstenaars. De data tussen haakjes zijn geboorte- en sterfdatum; de andere data geven aan wanneer de schilder in kwestie op de academie studeerde.
Slovenië
Rihard Jakopič (1869-1943), 1892
Ivan Grohar (1867-1911), 1896
Matej Sternen (1870-1949), 1897-1905
Matija Jama (1872-1947), 1897
Servië
Nadežda Petrović (1873-1915), 1898–1901
Kosta Milićević (1877-1920)
Milan Milovanvić (1876-1946)
Borivoje Stevanocić (1879-1976)
Rista Vucanović (1873-1918)
Tsjechië
Ludvík Kuba (1863-1956), 1895–1904
Rusland
Igor Grabar (1871-1960), 1896–1901
Alexej von Jawlensky (1864-1941), 1896–1905
Dmitry Kardovsky (1866-1943), 1896–1900
Marianne von Werefkin (1860-1938), 1896–1905
Wassily Kandinsky (1866-1944), 1897–1899
Yelena Makovskaya (1878-1967), 1897–1899
Pavel Shmarov (1874-1893), 1897–1898
Ivan Bilibin (1876-1942), 1899
Olga Della-Vos-Kardovskaya (1875-1952), 1899–1900
Mikhail Fyodorovich Shemyakin (1875-1944), 1900–1902
Mstislav Dobuzhinsky (1875-1957), 1899–1901
Kuzma Petrov-Vodkin (1878-1939), 1901
Konstantin Dydyshko (1876-1932), 1905
Oekraïne
Oleksandr Murashko (1785-1919), 1901
David Burliuk (1882-1967), 1903
Vladimir Burliuk (1886-1917), 1903
Duitsland
Karl Friedrich Lippmann (1883-1957), 1903–1906
Leonhard Frank (1882-1961), 1904
Polen
Eugeniusz Żak (1883-1957), 1903–1904
Armenië
Hakob Kojoyan (1833-1959), 1903–1905
Kroatië
Oskar Herman (1886-1974), 1904
Josip Račić (1855-1908), 1904
Wit-Rusland
Abraham Manevich (1881-1942), 1905